# Alberto Radstake
Alberto Radstake (Zevenaar, 18 juni 1983) is een Nederlands presentator en televisieproducent. Hij is vooral bekend als presentator van diverse programma's op TV Gelderland.

## Loopbaan
Radstake werd geboren in Zevenaar. Hij ging naar het vwo aan het Ulenhofcollege in Doetinchem en bezocht aansluitend de Hogeschool Inholland waar hij Media Management studeerde.
Radstake begon zijn loopbaan als producent bij de AVRO. Hij produceerde onder meer programma's als Op zoek naar Joseph, EenVandaag en de Gouden Televizier-Ring Gala. 
Sinds 2009 heeft hij in Zeddam zijn eigen productiebedrijf Reuring. Hij werkt veel voor Omroep Gelderland, waar hij diverse programma's en documentaires produceert en presenteert zoals Zomer in Gelderland en Gebruikte Stenen. 

## Trivia
- Voor de VARA produceerde hij in 2014 de vijfendertigste editie van Kinderen voor Kinderen Live in Concert in het Koninklijk Theater Carré in Amsterdam.

- Daarnaast werkt hij mee aan evenementen zoals het jaarlijkse oldtimerevenement Youngtimer Event[1] en de Nationale Museumweek en het Allerhande Kerstfestival.